# Indotipula angustilobata
Indotipula angustilobata är en tvåvingeart som först beskrevs av Alexander 1932.  Indotipula angustilobata ingår i släktet Indotipula och familjen storharkrankar. Inga underarter finns listade i Catalogue of Life.